# Constel·lació d'Aquari
Pel significat segons l'astrologia, vegeu: Aquari, un dels signes del Zodíac.
Aquari (Aquarius) és una de les constel·lacions conegudes des de l'antiguitat, pertany al zodíac, el cercle per on corre aparentment el sol. Està en una regió anomenada, a vegades, el mar per la profusió de constel·lacions relacionades amb l'aigua: Cetus, Pisces, Eridanus, etcètera. A vegades, el riu Eridanus es descriu sortint del pot d'aigua d'Aquarius.
Si bé el Sol entra dins la constel·lació zodiacal d'Aquari el 16 de febrer i surt l'11 de març, segons les creences tradicionals de l'astrologia, Aquarius correspon al signe astrològic del mateix nom que comença el 20 de gener i acaba el 18 de febrer.

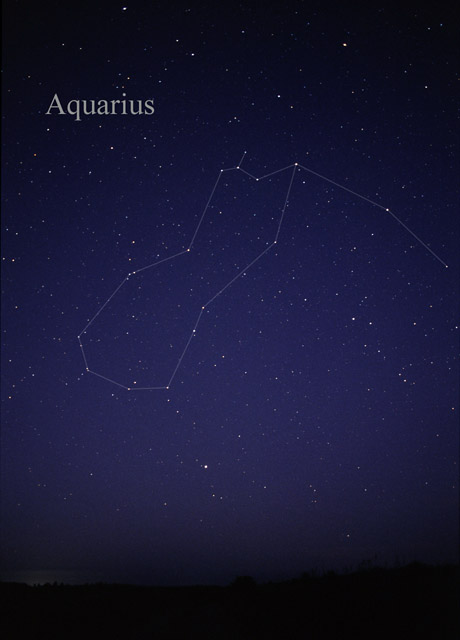
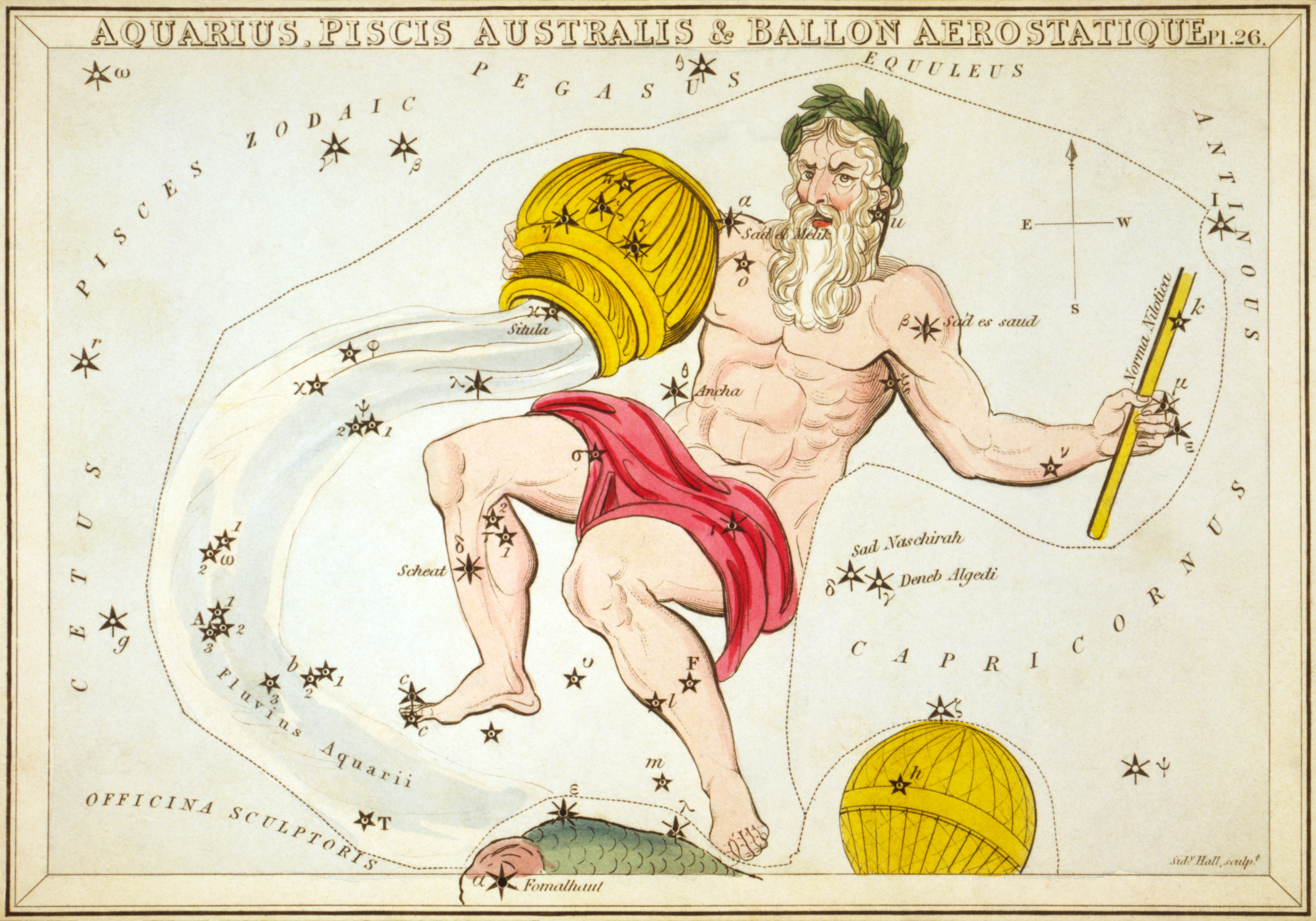

## Presentació
Aquarius és una constel·lació bastant gran (la 10a del cel), però només té algunes estrelles mitjanament lluminoses. S'hi troben algunes nebuloses planetàries remarcables. Les estrelles Sadalachbiah (γ Aqr), ζ Aqr, η Aqr, i π Aqr formen un asterisme anomenat l'Urna, que seria la gerra d'on vessen les aigües de la constel·lació.

## Estrelles principals

### Sadalsud (β Aquarii)
L'estrella més brillant de la constel·lació d'Aquarius és Sadalsud (β Aquarii), amb només una magnitud de 2,9. És una supergeganta vermella i el seu feble esclat relatiu prové del seu allunyament; 612 anys llum.
El seu nom prové de l'àrab i significa «la més sortada». Aquesta designació d'estrelles "sortades" és compartida per dues estrelles més de la constel·lació: Sadalmelik i Sadalachbiah.

### Altres estrelles
- Sadalmelik (α Aquarii), «l'estrella afortunada del rei», que es troba quasi exactament a l'equador celeste
- Sadalachbiah (γ Aquarii), «estrella afortunada de les coses amagades»
- Albali (ε Aqr)
- Ancha (θ Aqr)
- Situla (κ Aqr), una estrella doble

R Aquarii és una variable de tipus Mira, que evoluciona amb 385 dies entre les magnituds 5,4 i 9,59. És també una estrella simbiòtica, el seu company és una nana blanca que arrabassa a poc a poc parts senceres de la seva escorça.

## Estrelles notables i d'anomenada
| BD   | F   | Noms en altres designacions                                                                    | magnitud aparent | magnitud absoluta          | distància: anys llum | tipus espectral | Comentaris                                                                            |  |
| ---- | --- | ---------------------------------------------------------------------------------------------- | ---------------- | -------------------------- | -------------------- | --------------- | ------------------------------------------------------------------------------------- |  |
| β    | 22  | Beta Aquarii, Sadalsuud, Sadalsud, Sad es Saud, Sadalsund, Saad el Sund                        | 2,90             | −3,47                      | 610                  | G0Ib            | - < سعد السعود sa'd as-su'ūd Afortunada entre les afortunades                         |  |
| α    | 34  | Alfa Aquarii, Sadalmelik, Sadal Melik, Sadalmelek, Sadlamulk, El Melik, Saad el Melik, Ruchbah | 2,95             | -3,88                      | 760                  | G2Ib            | - < سعد الملك sa'd al-malik Afortunada del rei - Rucbah compartit amb δ Cassiopeiae   |  |
| γ    | 48  | Gamma Aquarii, Sadachbia, Sadalachbia                                                          | 3,86             | 0,44                       | 158                  | A0V             | - < سعد الأخبية sa'd al-ahbiya Afortunada de les tendes (llars) [lit. refugis/recers] |  |
| δ    | 76  | Delta Aquarii, Skat, Scheat, Seat, Sheat                                                       | 3,27             | − 0,18                     | 160                  | A3V             | - < ? ši'at Un desig ? - Seat compartit amb π Aquarii                                 |  |
| ζ¹,² | 55  | Dseta Aquarii                                                                                  | 3,65             | ζ² Aqr: 1,91. ζ¹ Aqr: 2,08 | 105                  | F3IV, F6IV      | - estrella binària; magnituds aparents de les components 4,42, 4,59                   |  |
| c²   | 88  | 88 Aquarii                                                                                     | 3,68             | −0,60                      | 234                  | K1III           |                                                                                       |  |
| λ    | 73  | Lambda Aquarii, Hydor, Ekkhysis                                                                | 3,73             | −1,67                      | 392                  | M2IIIvar        | - < ‘υδωρ L'aigua; εκχυσις L'efusió sentimental                                       |  |
| ε    | 2   | Èpsilon Aquarii, Albali, Al Bali                                                               | 3,78             | -0,46                      | 230                  | A1V             | - < البالع albālic L'engolidor                                                        |  |
| b¹   | 98  | 98 Aquarii                                                                                     | 3,96             | 0,48                       | 162                  | K0III           |                                                                                       |  |
| η    | 62  | Eta Aquarii                                                                                    | 4,04             | 0,29                       | 184                  | B9IV-Vn         |                                                                                       |  |
| τ²   | 71  | Tau2 Aquarii                                                                                   | 4,05             | -1,28                      | 380                  | K5III           |                                                                                       |  |
| θ    | 43  | Theta Aquarii, Ancha                                                                           | 4,17             | 0,33                       | 191                  | G8III-IV        | - < Alt alemany antic ancha "la cuixa"                                                |  |
| φ    | 90  | Fi Aquarii                                                                                     | 4,22             | 0,05                       | 222                  | M2III           |                                                                                       |  |
| ψ¹   | 91  | Psi1 Aquarii                                                                                   | 4,24             | 0,95                       | 148                  | K0III           |                                                                                       |  |
| ι    | 33  | Iota Aquarii                                                                                   | 4,29             | 0,67                       | 173                  | B8V             |                                                                                       |  |
| b²   | 99  | 99 Aquarii                                                                                     | 4,38             | -0,50                      | 309                  | K4III           |                                                                                       |  |
| ψ²   | 93  | Psi2 Aquarii                                                                                   | 4,41             | -0,56                      | 322                  | B5Vn            | - Estrella Be                                                                         |  |
| k    | 3   | 3 Aquarii                                                                                      | 4,43             | -1,24                      | 445                  | M3IIIvar        |                                                                                       |  |
| c¹   | 86  | 86 Aquarii                                                                                     | 4,48             | 0,67                       | 188                  | G8III           |                                                                                       |  |
| ω²   | 105 | Omega2 Aquarii                                                                                 | 4,49             | 1,12                       | 154                  | B9V             |                                                                                       |  |
| ν    | 13  | Ni Aquarii, Albulaan                                                                           | 4,50             | 1,00                       | 164                  | G8III           | - < ? al-bulacān Els (dos) engolidors - Albulaan compartit amb μ Aquarii.             |  |
| π    | 52  | Pi Aquarii, Seat                                                                               | 4,66             | -2,84                      | 1100                 | B1Ve            | - Seat compartit amb δ Aquarii - estrella variable del tipus Gamma Cassiopeiae        |  |
| ξ    | 23  | Xi Aquarii                                                                                     | 4,68             | 0,99                       | 179                  | A7V             |                                                                                       |  |
| g    | 66  | 66 Aquarii                                                                                     | 4,68             | -1,18                      | 485                  | K3III           |                                                                                       |  |
| b³   | 101 | 101 Aquarii                                                                                    | 4,70             | -0,26                      | 320                  | A0V             |                                                                                       |  |
| c³   | 89  | 89 Aquarii                                                                                     | 4,71             | -1,31                      | 521                  | A3IV:           |                                                                                       |  |
| μ    | 6   | Mi Aquarii, Albulaan                                                                           | 4,73             | 1,34                       | 155                  | A3m             | - < ? al-bulacān Els (dos) engolidors - Albulaan compartit amb ν Aquarii.             |  |
| ο    | 31  | Òmicron Aquarii, Kae Uh                                                                        | 4,74             | -0,60                      | 381                  | B7IVe           | - < 蓋屋 (Mandarí gàiwū) El terrat - estrella variable del tipus Gamma Cassiopeiae    |  |
| σ    | 57  | Sigma Aquarii                                                                                  | 4,82             | 0,27                       | 265                  | A0IVs           |                                                                                       |  |
| A²   | 104 | 104 Aquarii                                                                                    | 4,82             | -1,65                      | 643                  | G2Ib/II         | - estrella doble; magnitud dels components 4,82, 8,58                                 |  |
| χ    | 92  | Khi Aquarii                                                                                    | 4,93             | -1,54                      | 640                  | M3III           |                                                                                       |  |
| ω¹   | 102 | Omega1 Aquarii                                                                                 | 4,97             | 1,91                       | 134                  | A7IV            |                                                                                       |  |
| ψ³   | 95  | Psi3 Aquarii                                                                                   | 4,99             | 0,58                       | 249                  | A0V             |                                                                                       |  |
| κ    | 63  | Kappa Aquarii, Situla                                                                          | 5,04             | 0,76                       | 234                  | K2III           | - < "la gerra d'aigua"                                                                |  |
| d    | 25  | 25 Aquarii                                                                                     | 5,10             | 0,76                       | 241                  | K0III           |                                                                                       |  |
|      | 47  | 47 Aquarii                                                                                     | 5,12             | 1,37                       | 183                  | K0III           |                                                                                       |  |
|      | 1   | 1 Aquarii                                                                                      | 5,15             | 0,77                       | 245                  | K1III           |                                                                                       |  |
| i³   | 108 | 108 Aquarii                                                                                    | 5,17             | 0,20                       | 321                  | Ap Si           |                                                                                       |  |
|      | 97  | 97 Aquarii                                                                                     | 5,19             | 0,88                       | 237                  | A3V             |                                                                                       |  |
|      | 94  | 94 Aquarii                                                                                     | 5,20             | 3,62                       | 68                   | G6/G8IV         |                                                                                       |  |
| υ    | 59  | Ípsilon Aquarii                                                                                | 5,21             | 74,2                       |                      |                 |                                                                                       |  |
| i¹   | 106 | 106 Aquarii                                                                                    | 5,24             | 0,20                       | 332                  | B9V             |                                                                                       |  |
|      | 68  | 68 Aquarii                                                                                     | 5,24             | 0,68                       | 266                  | G8III           |                                                                                       |  |
|      |     | HR 8987                                                                                        | 5,27             | 0,60                       | 280                  | K3III           |                                                                                       |  |
| i²   | 107 | 107 Aquarii                                                                                    | 5,28             | 1,21                       | 212                  | F2:V+...        |                                                                                       |  |
|      | 32  | 32 Aquarii                                                                                     | 5,29             | 1,04                       | 231                  | A5m             |                                                                                       |  |
|      | 41  | 41 Aquarii                                                                                     | 5,33             | 0,65                       | 281                  | K1III           |                                                                                       |  |
|      | 42  | 42 Aquarii                                                                                     | 5,34             | -0,52                      | 484                  | K1III           |                                                                                       |  |
| ρ    | 46  | Ro Aquarii                                                                                     | 5,35             | -1,44                      | ? 740; ? 743         | B8IIIMNp...     |                                                                                       |  |
| A¹   | 103 | 103 Aquarii                                                                                    | 5,36             | -0,91                      | 585                  | K4/K5III        |                                                                                       |  |
| e    | 38  | 38 Aquarii                                                                                     | 5,43             | -0,75                      | 561                  | B5III           |                                                                                       |  |
| h    | 83  | 83 Aquarii                                                                                     | 5,44             | 1,63                       | 188                  | F2V             |                                                                                       |  |
|      | 18  | 18 Aquarii                                                                                     | 5,48             | 2,07                       | 157                  | F0V             |                                                                                       |  |
|      | 21  | 21 Aquarii                                                                                     | 5,48             | -0,01                      | 408                  | K4III           |                                                                                       |  |
|      | 7   | 7 Aquarii                                                                                      | 5,49             | -0,84                      | 602                  | K5III           |                                                                                       |  |
|      | 12  | 12 Aquarii                                                                                     | 5,53             |                            |                      |                 | - estrella doble; magnitud de les components: 5,89, 7,31                              |  |
|      | 49  | 49 Aquarii                                                                                     | 5,53             |                            |                      |                 |                                                                                       |  |
|      | 77  | 77 Aquarii                                                                                     | 5,53             |                            |                      |                 |                                                                                       |  |
|      | 5   | 5 Aquarii                                                                                      | 5,55             |                            |                      |                 |                                                                                       |  |
| f    | 53  | 53 Aquarii                                                                                     | 5,55             |                            |                      |                 | - estrella doble; component magnituds: 6,35, 6,57                                     |  |
|      | 30  | 30 Aquarii                                                                                     | 5,55             |                            |                      |                 |                                                                                       |  |
|      | 96  | 96 Aquarii                                                                                     | 5,56             |                            |                      |                 |                                                                                       |  |
|      | 26  | 26 Aquarii                                                                                     | 5,66             |                            |                      |                 |                                                                                       |  |
| τ¹   | 69  | Tau1 Aquarii                                                                                   | 5,68             |                            | 260                  |                 |                                                                                       |  |
|      | 19  | 19 Aquarii                                                                                     | 5,71             |                            |                      |                 |                                                                                       |  |
|      | 44  | 44 Aquarii                                                                                     | 5,75             |                            |                      |                 |                                                                                       |  |
| h    |     | h Aquarii                                                                                      | 5,76             |                            |                      |                 |                                                                                       |  |
|      | 50  | 50 Aquarii                                                                                     | 5,76             |                            |                      |                 |                                                                                       |  |
|      | 51  | 51 Aquarii                                                                                     | 5,79             |                            |                      |                 |                                                                                       |  |
|      | 35  | 35 Aquarii                                                                                     | 5,80             |                            |                      |                 |                                                                                       |  |
|      | 74  | 74 Aquarii                                                                                     | 5,80             |                            |                      |                 |                                                                                       |  |
|      | 15  | 15 Aquarii                                                                                     | 5,83             |                            |                      |                 |                                                                                       |  |
|      | 16  | 16 Aquarii                                                                                     | 5,87             |                            |                      |                 |                                                                                       |  |
|      | 60  | 60 Aquarii                                                                                     | 5,88             |                            |                      |                 |                                                                                       |  |
|      | 45  | 45 Aquarii                                                                                     | 5,96             |                            |                      |                 |                                                                                       |  |
|      | 2   | 2 Aquarii                                                                                      | 5,99             |                            |                      |                 |                                                                                       |  |
|      | 17  | 17 Aquarii                                                                                     | 5,99             |                            |                      |                 |                                                                                       |  |
|      | 39  | 39 Aquarii                                                                                     | 6,04             |                            |                      |                 |                                                                                       |  |
|      | 82  | 82 Aquarii                                                                                     | 6,18             |                            |                      |                 |                                                                                       |  |
|      | 70  | 70 Aquarii                                                                                     | 6,19             |                            |                      |                 |                                                                                       |  |
|      | 78  | 78 Aquarii                                                                                     | 6,20             |                            |                      |                 |                                                                                       |  |
|      | 11  | 11 Aquarii                                                                                     | 6,21             |                            |                      |                 |                                                                                       |  |
|      | 81  | 81 Aquarii                                                                                     | 6,23             |                            |                      |                 |                                                                                       |  |
|      | 100 | 100 Aquarii                                                                                    | 6,24             |                            |                      |                 |                                                                                       |  |
|      | 56  | 56 Aquarii                                                                                     | 6,36             |                            |                      |                 |                                                                                       |  |
|      | 20  | 20 Aquarii                                                                                     | 6,38             |                            |                      |                 |                                                                                       |  |
|      | 29  | 29 Aquarii                                                                                     | 6,39             |                            |                      |                 |                                                                                       |  |
|      | 58  | 58 Aquarii                                                                                     | 6,39             |                            |                      |                 |                                                                                       |  |
|      | 61  | 61 Aquarii                                                                                     | 6,40             |                            |                      |                 |                                                                                       |  |
|      | 37  | 37 Aquarii                                                                                     | 6,64             |                            |                      |                 |                                                                                       |  |
|      | 24  | 24 Aquarii                                                                                     | 6,66             |                            |                      |                 |                                                                                       |  |
|      |     | EZ Aquarii                                                                                     | 12,66            | 11,26                      |                      |                 | - estrella fulgurant - pròxim                                                         |  |

Font: The Bright Star Catalogue, 5th Revised Ed., The Hipparcos Catalogue, ESA SP-1200

## Objectes celestes
A Aquari s'hi poden trobar dues nebuloses planetàries: NGC 7009, l'anomenada nebulosa de Saturn a causa de la seva forma semblant a la del planeta, i al sud-est d'η Aquarii; i NGC 7293, la famosa nebulosa Hèlix, al sud-oest de δ Aquarii.
També s'hi poden trobar els cúmuls globulars M2 i M72. També s'hi troba M73, tradicionalment catalogat com a cúmul obert, però que estaria compost en realitat d'estrelles sense cap connexió entre elles.
Hi ha dos punts radiants de meteorits a la regió d'Aquari: els Eta Aquàrids (devers el 4 de maig) i els Delta Aquàrids (devers el 28 de juny), amb tots dos sumen uns 20 meteorits a l'hora.

## Il·lustracions
A les il·lustracions, les estrelles més brillants d'Aquari es representen com la figura d'un home, mentre que les estrelles més febles a ull nu es representen com un atuell del qual s'aboca un raig d'aigua. L'aigua flueix cap al sud a la boca del peix del sud, Piscis Austrinus.

## Història
Com les altres constel·lacions del Zodíac, Aquarius és molt antiga. Sembla que era anomenada Daulo pels caldeus.
Aquarius ha estat identificat amb diferents personatges en el curs del temps; la mitologia més coneguda vol que sigui Ganimedes, un noi encisador del qual Zeus restà enamorat. El va dur al mont Olimp per servir de coper als déus; la Crater (la Copa) és de vegades identificada com a la seva.
Durant la dècada dels anys 1960 es proclamà l'era d'Aquari, si bé sembla que no hi ha cap definició per les eres astrològiques, i l'era d'Aquarius podria començar o bé en el 2150, o bé en el 2660, segons la definició preferida.

## Mitologia

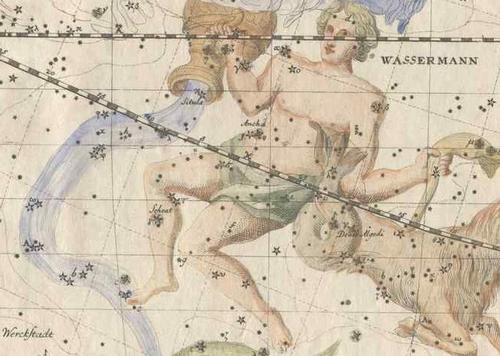
Aquari representat al Vorstellung der Gestirne de Johann Bode (1782).

El conegut mite identifica Aquari, que també era conegut com a escanciador, amb Ganimedes. Ganimedes és fill de Laomedont, rei de Troia. El seu pare li va encarregar la tasca de guardar els ramats a les muntanyes. Era, segons els relats, un dels mortals més bonics, de tal manera que Zeus, pare dels déus, se'n va enamorar perdudament i convertint-se en àguila (una altra constel·lació) que el rapta i el porta a l'Olimp. Com a compensació Zeus va regalar al pare del noi uns corsers divins immortals. A l'Olimp Ganimedes es converteix en el coper diví encarregat de servir els déus.
Aquari generalment representa la figura d'un home, i quan es consideren les estrelles que per a un ésser humà són molt tènues o indistintes de veure, pren la figura d'un home amb una gerra que vessa un líquid.
Aquari també ha estat identificat com a Deucalió, el que es va salvar al costat de la seva esposa Pirra del diluvi universal enviat per Zeus, en la versió grega del mite.

## Visualització alternativa
Les estrelles de la constel·lació d'Aquari poden connectar-se d'una forma alternativa, la qual mostra gràficament un portador d'aigua corrent mentre carrega un atuell del qual vessa aigua.

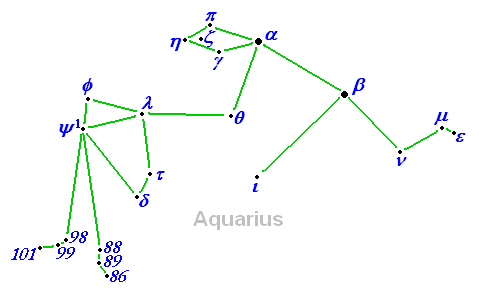
Diagrama d'una manera alternativa de connectar les estrelles de la constel·lació d'aquari. El carregador d'aigua es mostra corrent mentre carrega un atuell del qual vessa aigua.

El cap d'Aquari es forma pel quadriclàter d'estrelles α Aqr, γ Aqr, η Aqr, i π Aqr: sent α Aqr de tercera magnitud. L'estrella ζ Aqr, que està allotjada dins del quadrangle, representa un ull.
El tors d'Aquari es forma per les estrelles α Aqr i β Aqr, sent β Aqr de tercera magnitud.
La cama esquerra d'Aquari està formada per les estrelles β Aqr i ι Aqr; i la cama dreta, per les estrelles β Aqr (que és el punt d'unió entre les dues cames), ν Aqr, μ Aqr, i ε Aqr, aquestes dues últimes representant un peu.
El braç es forma amb les estrelles α Aqr, θ Aqr, i λ Aqr, sent λ Aqr la mà.
El portador d'aigua carrega un atuell, potser una gerra, la qual es forma amb les estrelles ψ¹ Aqr, φ Aqr, λ Aqr, τ Aqr, i δ Aqr. La part superior del atuell consta del triangle d'estrelles ψ¹ Aqr, φ Aqr, i λ Aqr.
L'aigua es vessa del vas en dues línies. La línia de l'esquerra es conforma de les estrelles ψ¹ Aqr, 98 Aqr, 99 Aqr, i 101 Aqr. La línia de la dreta es conforma de les estrelles ψ¹ Aqr, 88 Aqr, 89 Aqr, i 86 Aqr.